# Amolops ricketti
Amolops ricketti es una especie de anfibio anuro del género Amolops de la familia Ranidae.

## Distribución geográfica
Es originaria de China y Vietnam.